# دنیل اوتوی
دنیل اوتوی (فرانسوی: Daniel Auteuil‎؛ زادهٔ ۲۴ ژانویهٔ ۱۹۵۰ در الجزیره) هنرپیشه و کارگردان فرانسوی است که به جوایزی همچون جایزه سزار نیز دست یافته‌است.
او در فیلم‌هایی چون پنهان و امی پسر هیچ‌کس ایفای نقش کرده‌است.

## زندگی‌نامه

### کودکی و نوجوانی
اوتوی از والدینی فرانسوی و اهل هنر موسیقی در شهر الجزیره در کشور الجزایر متولد شد و در کودکی همراه با آن‌ها به فرانسه بازگشت. وی از نوجوانی به بازیگری علاقه‌مند بود و در سال ۱۹۷۰ برای اولین بار در نمایشی ظاهر شد.

### بازیگری
از سال ۱۹۷۹ با فیلم ما دو نفر ساخته کلود للوش اولین حضور روبروی دوربین را تجربه کرد و با فیلم ژان دو فلوره (Jean de Florette) (۱۹۸۶) خوش درخشید. او پیوند با تئاتر را حتی پس از ورود به سینما حفظ کرد و در نمایش‌هایی همچون "بی‌ثباتی مضاعف (۱۹۸۸) ظاهر شد. در سال ۱۹۹۶ با فیلم ماندگار روز هشتم (Le huitième jour) جایزه جشنواره فیلم کن را به دست آورد. در نقش مردی نومید و گرفتار کلیشه‌های شکست خورده زندگی شهری که تصادفاً با پسر جوانی مبتلا به سندروم دان دوست می‌شود و به معنای تازه‌ای از زندگی دست می‌یابد. در سال ۲۰۰۵ او با درام پرتعلیق میشائیل هانکه یعنی پنهان (Hidden) برنده جایزه فیلم اروپا شد.
برخی از فیلم‌هایی که او در آن‌ها نقش آفرینی کرده بر اساس داستان‌هایی از مارسل پانیول ساخته شده‌اند.

### کارگردانی
اوتوی نخستین فیلم خویش را با نام دختر مرد چاه کن را با اقتباسی از داستانی نوشته مارسل پانیول در سال ۲۰۱۱ ساخت.

## فیلمشناسی
- ما دو نفر (۱۹۷۹) اولین فیلم وی
- قهرمان‌ها دهانشان بوی شیر نمی‌دهد (۱۹۷۹)
- ژان دوفلوره (۱۹۸۶)
- مانون بهاری (۱۹۸۶)
- قلبی در زمستان (۱۹۹۳) با پس زمینه موسیقی
- دزدان (۱۹۹۵)
- روز هشتم (۱۹۹۵)
- دختر روی پل (۱۹۹۸) سیاه و سفید
- منطقه سی و ششم (۲۰۰۴)
- پنهان (۲۰۰۵)
- ناپلئون و من (۲۰۰۶)
- بدل (۲۰۰۶)
- ۱۵ سال و نیم (۲۰۰۸)
- دختر مرد چاه کن (۲۰۱۱) همچنین کارگردان
- امی پسر هیچکس (۲۰۱۸)
- بهترین دوست من (۲۰۰۶)